# Фронт
Фронт (від фр. front, лат. frons — лоб, чоло, передня (чолова) сторона) — у військовій справі — район (смуга, зона) території, на якій ведуться бойові дії (у поняттях фронт і тил). Також може мати такі значення:
- стратегічний район дії угруповання (групи армій, фронту) під командуванням одного командувача;
- регулярна армія в такому районі;
- військові дії в такому районі.